# Baryancistrus beggini
El panaque azul (Baryancistrus beggini) es una especie de pez de la familia Loricariidae en el orden de los Siluriformes.

## Morfología
• Los machos pueden llegar alcanzar los 8,1 cm de longitud total. Presentan fondo oscuro marrón a negruzco sin marcas, con brillo azuloso. Las primeras placas de la serie medioventral están fuertemente dobladas, formando una quilla por encima de las aletas pectorales a cada lado del cuerpo.

## Hábitat
Es un pez de agua dulce y de clima tropical.

## Distribución geográfica
Se encuentran en Sudamérica, en el alto Orinoco y las partes bajas de sus afluentes el río Guaviare en Colombia, y el río Ventuari en Venezuela.